# اچ‌تی‌ام‌ال پویا

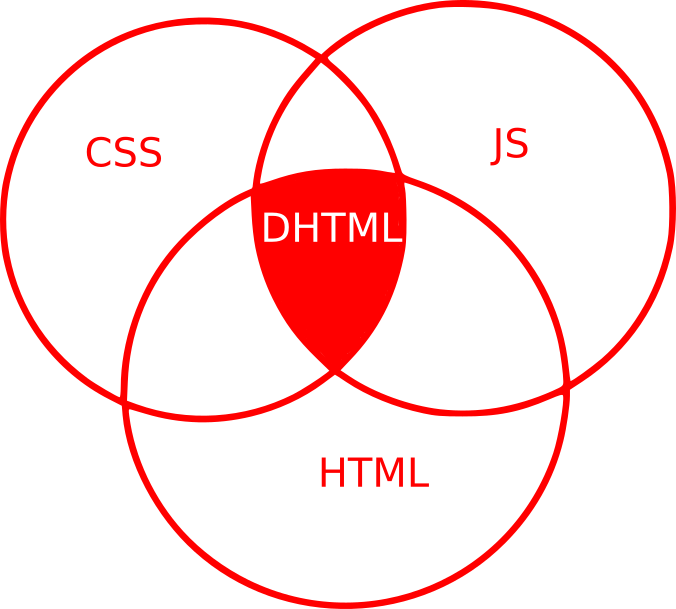
شکل منطقی DHTML

اچ‌تی‌ام‌ال پویا (DHTML) که مخفف HTML پویا (به انگلیسی: Dynamic HTML) است. نسخه بهبود یافته برنامه‌نویسی تحت وب HTML است در این حالت می‌توان امکاناتی به صفحات وب اضافه کرد که باعث شود کاربر با آن صفحه تعامل داشته باشد.
در این زبان نشانه‌گذاری (Markup)، قابلیت‌های جدید تری نسبت به Html تعریف شده‌است که بر اساس آن می‌توان کنترل بیشتری بر روی مؤلفه‌های موجود در یک صفحه وب اعمال کرد و بتوان به صفحه وب جلوه‌های ویژه (مبتنی بر شرایط مرورگر) بخشید. به عنوان مثال می‌توان بر روی حرکات ماوس در صفحه وب نظارت کرد و براساس موقعیت ماوس از روی یک بر چسب تصویر، یک انیمیشن شروع به اجرا کند یا فونت‌ها تغییر رنگ، اندازه، نوع و حتی تغییر زبان بدهد. بیشتر امکانات اچ‌تی‌ام‌ال پویا در راستای ایجاد جلوه‌های بصری، کنترل ماوس و تغییر پویای رنگ‌ها هستند. از صفحات اچ‌تی‌ام‌ال پویا که عموماً با پسوند اچ‌تی‌ام‌ال پویا ذخیره می‌شوند، از زبان‌های VBScript یا JavaScript استفاده می‌شوند. این اسکریپت‌ها در هنگام نمایش صفحه وب خط به خط توسط مرورگر اجرا می‌شوند.